# Жълтеникав черночел тъкач
Жълтеникав черночел тъкач (Ploceus vitellinus) е вид птица от семейство Ploceidae.

## Разпространение
Видът е разпространен в Бенин, Буркина Фасо, Гамбия, Гана, Гвинея, Етиопия, Камерун, Демократична република Конго, Кения, Мали, Мавритания, Нигер, Нигерия, Сао Томе и Принсипи, Сенегал, Сомалия, Судан, Танзания, Того, Уганда, Централноафриканската република, Чад и Южен Судан.